# San Giuliano dei Fiamminghi (diaconia)
San Giuliano dei Fiamminghi (in latino: Diaconia Sancti Iuliani Flandrensium) è una diaconia istituita da papa Giovanni Paolo II nel 1994. Insiste sulla
chiesa di San Giuliano dei Fiamminghi.

## Titolari
- Jan Pieter Schotte, C.I.C.M. (26 novembre 1994 - 10 gennaio 2005 deceduto)
  - Vacante (2005 - 2010)
- Walter Brandmüller (20 novembre 2010 - 3 maggio 2021); titolo pro hac vice dal 3 maggio 2021